# L'Abominable Homme des douanes
Pour plus de détails, voir Fiche technique et Distribution.
L'Abominable Homme des douanes est un film français réalisé par Marc Allégret, sorti en 1963.

## Synopsis
Deux bandes rivales se disputent le trafic de drogue. Un tueur américain nommé Timetti Le Muet débarque à l'aéroport de Marseille afin d'effectuer une livraison à la bande d'Arnakos. Il est dénoncé à la police, et c'est le paisible douanier Camposantos qui est chargé de son arrestation. À la suite d'une confusion, ce dernier est pris pour le tueur lui-même. Embarqué par les hommes d'Arnakos, l'innocent douanier se voit contraint de jouer un rôle plutôt inattendu.

## Fiche technique
- Titre : L'Abominable Homme des douanes
- Réalisation : Marc Allégret
- Scénario : Claude Choublier d'après le roman de Clarence Weff (éditions Gallimard)
- Adaptation et dialogues : Claude Choublier, Pierre Prévert
- Assistant réalisateur : Serge Vallin
- Image : Raymond Lemoigne
- Cadreur : René Ribaud assisté de Guy Suzuki
- Musique : Georges Delerue (éditions : Continental)
- Décors : Rino Mondellini et Pierre Tyberghein
- Son : Robert Biart
- Montage : Claude Nicole, assisté de Jacqueline Aubery
- Script-girl : Suzanne Durrenberger
- Ensemblier : Jean Chaplain
- Maquillage : Pierre Berroyer
- Régisseur : Lucien Lippens
- Les robes de Tania Béryl sont de Louis Féraud
- Producteur : Raymond Eger
- Directeur de production : Georges Valon
- Pays de production :  France
- Société de production : E.G.E Films, Félix Films
- Société de distribution : Compagnie française de distribution cinématographique (CFDC)
- Tournage : studios de Paris-Studios-Cinéma de Billancourt
- Tirage : Laboratoire Franay L.T.C Saint-Cloud
- Enregistrement sur Western-Electric
- Effets spéciaux : LAX
- Format :   Noir et blanc  — 35 mm — 1,66:1 —  Son mono
- Genre : Comédie policière
- Durée : 86 minutes
- Date de sortie : France - 1er mars 1963
- Visa d'exploitation : 22173

## Distribution
- Darry Cowl : Camposantos, le modeste douanier
- Tania Béryl : Gloria, la petite amie d'Arnakos
- Francis Blanche : Arnakos, le trafiquant de drogue
- Joëlle Latour : Janine, la secrétaire de Bretchiani
- Pierre Brasseur : le tueur russe
- Serge Marquand : l'avocat d'Arnakos
- Max Montavon : La Globule, un tueur d'Arnakos
- Jean-Lou Reynolds : Pépito, un tueur d'Arnakos
- Nic Vogel : Albert Bretchiani, l'inspecteur-chef des douanes
- Marcel Dalio : Grégor, un autre trafiquant rival d'Arnakos
- Moustache : un inspecteur
- Michel Thomass : Adhémar, un homme de Grégor
- Pascal et Dominique : les tueurs jumeaux de Grégor
- Jacques Hilling : le commissaire Joly
- Jo Warfield : Paolo Timetti, le tueur américain
- André Badin : le petit inspecteur
- Christian Marin : Désiré Piccolo, un ami de Camposantos
- Huong Ham Chan : To Kai le valet de chambre
- Jacques Bertrand : l'inspecteur au bar
- Jean Panisse : un pêcheur
- Pierre Duncan : le boucher
- Raoul Saint-Yves : le barman
- Roch Siffredi
- Jean Toscan
- Christian Lude